# كريس غريفين (موسيقي)
كريس غريفين (بالإنجليزية: Chris Griffin)‏ هو موسيقي أمريكي، ولد في 31 أكتوبر 1915 في بينغامتون في الولايات المتحدة، وتوفي في 18 يونيو 2005 في دانبري في الولايات المتحدة بسبب ورم ميلانيني.

## وصلات خارجية
- كريس غريفين على موقع IMDb (الإنجليزية)
- كريس غريفين على موقع الموسوعة البريطانية (الإنجليزية)
- كريس غريفين على موقع ميوزك برينز (الإنجليزية)
- كريس غريفين على موقع أول ميوزيك (الإنجليزية)
- كريس غريفين على موقع ديسكوغز (الإنجليزية)